# Białe (Mazovie)
Pour les articles homonymes, voir Białe.
Białe (prononciation : [ˈbjawɛ]) est un village polonais de la gmina de Gostynin dans le powiat de Gostynin de la voïvodie de Mazovie dans le centre-est de la Pologne.
Le village possède approximativement une population de 200 habitants.

## Histoire
De 1975 à 1998, le village appartenait administrativement à la voïvodie de Płock.